# Dans tes yeux
Ne doit pas être confondu avec Dans ses yeux.
Dans tes yeux est une série de documentaires diffusée à partir du 5 mars 2012 sur Arte.

## Synopsis
Accompagnée de son fidèle chien Pongo, Sophie Massieu, non-voyante, fait le tour du monde.